# 高部
高部，為漢字索引中的部首之一，康熙字典214個部首中的第一百八十九個（十劃的則為第三個）。就繁體和簡體中文中，高部歸於十劃部首。高部只以左方、上方為部字。且無其他部首可用者將部首歸為高部。

## 部首單字解釋
1.上下的距離感，與低相反。
2.物體豎立時上下的距離。
3.泛指超越一般。
4.敬重、尊重。
5.數學名詞，幾何學中，指決定圖形高度的線段，即從底面相對的頂點到底面的垂直距離。底面等於邊長。參見「高線」條目。
6.姓。見萬姓統譜 · 三二。
7.美好的。
8.超過一定水準的。
9.程度較深或等級、位置在上的。
10.泛指等級在上的。

## 字形

甲骨文5種寫法：
不同時期的字形：

金文（商）
金文
金文（春秋）
金文（戰國）
簡帛文字
大篆
小篆

## 名稱
- 漢語：高部（gāobù，ㄍㄠ　ㄅㄨˋ）
- 日本：
- 韓國：

## 字例
（依Unicode排名）
| 除部首外之筆劃 | 字例 -{ |
| -------------- | ------- |
| 0              | 高髙    |
| 2              | 䯧      |
| 3              | 䯨      |
| 4              | 䯩髚    |
| 5              | 髛      |
| 8              | 髜𩫛    |
| 9              | 䯪      |
| 11             | 𩫦      |
| 12             | 䯫髝    |
| 13             | 髞      |
| 15             | 䯬 }-   |